# Wiry bezwładnościowe
Wiry bezwładnościowe – powstają, gdy okres poziomych fałdowanych fluktuacji prędkości przepływu równy jest połowie okresu doby wahadłowej, na danej szerokości geograficznej. Siła bezwładności przepływu równoważy siłę Coriolisa.